# Sozma Qala (distrikt)
Sozma Qala är ett distrikt i Afghanistan. Det ligger i provinsen Sar-e Pol, i den norra delen av landet, 300 kilometer nordväst om huvudstaden Kabul. Administrativ huvudort är Sozma Qala.
Distriktet beräknades år 2022 ha cirka 58 000 invånare.